# Elvis has left the building
Elvis has left the building – fraza, która często padała z ust spikerów pod adresem publiczności na koniec koncertów Elvisa Presleya. Wypowiedzenie tych słów miało na celu rozproszenie fanów oczekujących na bis. Po raz pierwszy usłyszano ten zwrot w 1956 roku, kiedy został on wypowiedziany przez managera Horace’a Lee Logana.
Frazę wymyślił Al Dvorin - lider zespołu towarzyszącego Elvisowi. Lee Logan pierwszy raz wypowiedział ją po koncercie w Houston 15 grudnia 1956. Weszła ona do kultury masowej. Nagrano dwa filmy o tym tytule (jeden z nich to dokument o życiu Elvisa). Frank Zappa umieścił piosenkę pod tytułem Elvis Has Just Left the Building na koncertowym albumie Broadway the Hard Way. Taki tytuł nosi również album zespołu Old Dogs. Słowa te krzyczą kibice Pittsburgh Penguins po zwycięstwie ich hokeistów, wypowiedział je również Will Smith w filmie Dzień Niepodległości. Są one hasłem sobowtórów Presleya. W grze komputerowej Grand Theft Auto II napis ten pojawiający się na ekranie oznacza premię za zabicie w odpowiednio szybkim czasie wszystkich członków chodzącego po mieście klanu Elvisa.